# Tiszaadony, Szabolcs-Szatmár-Bereg
Tiszaadony  este un sat în districtul Vásárosnamény, județul Szabolcs-Szatmár-Bereg, Ungaria, având o populație de 677 de locuitori (2011). 

## Demografie
Componența etnică a satului Tiszaadony
     Maghiari (94,71%)
     Romi (5,29%)
Componența confesională a satului Tiszaadony
     Reformați (54,8%)
     Greco-catolici (14,18%)
     Romano-catolici (7,98%)
     Fără religie (3,1%)
     Necunoscută (19,94%)
Conform recensământului din 2011, satul Tiszaadony avea 677 de locuitori. Din punct de vedere etnic, majoritatea locuitorilor (94,71%) erau maghiari, cu o minoritate de romi (5,29%).  Din punct de vedere confesional, majoritatea locuitorilor (54,8%) erau reformați, existând și minorități de greco-catolici (14,18%), romano-catolici (7,98%) și persoane fără religie (3,1%). Pentru 19,94% din locuitori nu este cunoscută apartenența confesională.